# Валле-Агрикола
Валле-Агрикола, Валле-Аґрікола (італ. Valle Agricola) — муніципалітет в Італії, у регіоні Кампанія,  провінція Казерта.
Валле-Агрикола розташоване на відстані близько 160 км на схід від Рима, 65 км на північ від Неаполя, 40 км на північ від Казерти.
Населення — 916 осіб (2014).

## Демографія
Населення за роками:

Станом на 1 січня 2023 року в муніципалітеті офіційно проживали 22 іноземці з 8 країн, серед них 15 громадян країн Євросоюзу та 1 громадянин України.

## Сусідні муніципалітети
- Летіно
- Прата-Санніта
- Равісканіна
- Сан-Грегоріо-Матезе
- Сант'Анджело-д'Аліфе